# 抵挡太平洋的堤坝
《抵挡太平洋的堤坝》（法文：Un barrage contre le Pacifique）是法国女作家玛格丽特·杜拉斯的一部小说，也是她的成名作。小说讲述一位母亲和16岁的女儿苏珊、20几岁的儿子约瑟夫住在法属印度支那，她希望筑一座大堤，保证田地免被潮水侵蚀。苏珊结識了富有的若先生，但若先生无法赢取约瑟夫和母亲的信任。堤坝不断被冲毁，约瑟夫也远走他乡，最后母亲在绝望中死去。
小说带有自传色彩，是根据杜拉斯母亲1924年在柬埔寨的经历改编。2008年该小说曾被改编为同名电影。